# القطوس (يومية تونسية)
الڨطوس هي أسبوعية تونسية ساخرة ناطقة بالعربية أطلقت في 18 أغسطس 2011.
تتم طباعتها كل يوم خميس على أربع صفحات في شكل صحيفة.
أسسها سليم بوخذير، ومن بين المساهمين فيها توفيق بن بريك، وهو صحافي وكاتب معروف لمعارضته لنظام زين العابدين بن علي و يتضح ذلك من الرسوم الكاريكاتورية لمحمد عادل زازا.
سعر الصحيفة هو 500 مليم تونسي (نصف دينار تونسي).